# Heian Sandan
Heian Sandan (平安三段) est un kata de karaté de style Shōtōkan. C'est le troisième des cinq kata de la série initiatique Heian.
Heian Sandan comporte des techniques plus avancées que son prédécesseur Heian Nidan, et surtout l'usage d'une nouvelle posture de jambes : Kiba-dachi (position du cavalier).
Sa connaissance est requise pour l'obtention de la ceinture verte.

## Étymologie
Heian Sandan signifie  « paix et tranquillité, niveau trois ».
« Heian » vient du japonais hei (平) signifiant « calme, stable », et an (安) signifiant « paix, quiétude ».
« Sandan » vient du japonais san (三) « troisième » et dan (段) « niveau ».

## Origine
Heian Sandan a été codifié en 1936 par Gichin Funakoshi. Il a été conçu à partir du kata Pinan Sandan, créé en 1907 par le maître Ankō Itosu en même temps que le reste de la série Pinan.

## Description

### Embusen

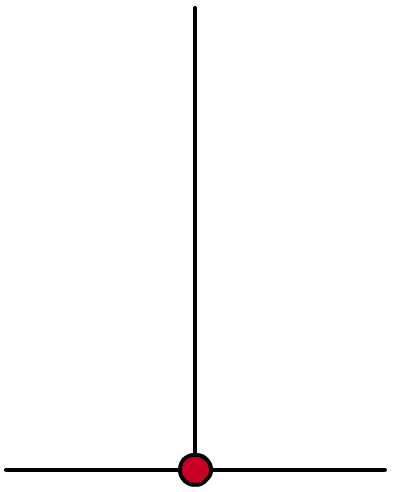
Embusen de Heian Sandan. Le point rouge représente le point de départ et d'arrivée du kata.

L'embusen de Heian Sandan est très épuré, en forme de T inversé.

### Caractéristiques
Heian Sandan est composé de 21 mouvements et deux kiai, et s'exécute en environ 30 secondes. C'est le plus court des Heian, comportant seulement 15 déplacements, ce qui le rend moins fatigant, quoique non moins technique.
Il s'agit d'un kata plus complexe que les deux premiers Heian. Il comporte de nouvelles techniques d'attaque et de défense avancées (par exemple le fumikomi), de nouveaux déplacements et rotations, ainsi qu'une nouvelle posture importante, le kiba-dachi (posture du cavalier), qui vient compléter le trio des postures de bases (les deux premières étant zenkutsu-dachi et kokutsui-dachi).
C'est aussi un kata qui simule plusieurs techniques de dégagement face à un adversaire proche qui effectue des saisies (du poignet, du buste...). C'est le cas par exemple après le nukite, ou bien dans le dernier mouvement du kata (combinaison de tate-zuki et empi-uchi).

### Rythme
Outre le rythme habituel des kata et les pauses après les kiai, Heian Sandan est le premier kata à comporter une technique au ralenti (le tate-shutō vers la fin du kata), qui signifie que le mouvement demande un effort particulier (poussée d'un adversaire, par exemple).

## Techniques
Heian Sandan est le premier kata à comporter des techniques de coude (empi), à la fois en blocage et en attaque. Il introduit aussi la posture kiba-dachi (posture du cavalier).

### Postures
- Kōkutsu-dachi (en appui sur la jambe arrière)
- Heisoku-dachi (pieds joints)
- Zenkutsu-dachi (fente avant)
- Kiba-dachi (posture du cavalier)
- Yori-ashi (déplacement glissé)

Heian Sandan introduit la posture kiba-dachi, ainsi que le déplacement yori-ashi (pas glissé).

### Défenses
- Uchi-uke (blocage de l'avant-bras intérieur-extérieur)
- Kōsa-uke (blocage croisé combinant uchi-uke et gedan-barai)
- Morote-uke (uchi-uke soutenu par le deuxième poing placé sous le coude)
- Osae-uke (main ouverte baissée à l'horizontale)
- Ryōken koshi-gamae (poings posés sur les hanches)
- Empi-uke (blocage du coude)
- Tate shutō-gamae (blocage vertical du tranchant de la main)

Le ryōken koshi-gamae est l'une des particularités de Heian Sandan : on ne retrouve cette position dans aucun autre Heian.

### Attaques
- Nukite (pique du bout des doigts)
- Chūdan tettsui-uchi (coup de poing marteau latéral)
- Oi-zuki (coup de poing direct)
- Fumikomi (coup de pied latéral au niveau du genou) ou mikatsuki-geri (coup de pied en croissant de lune)
- Jōdan uraken-uchi (coup du revers du poing frappé par en haut)
- Tate-zuki (coup de poing par-dessus l'épaule)
- Ushiro empi-uchi (coup de coude vers l'arrière)

Selon les variantes, le coup de pied utilisé dans Heian Shodan peut être un fumikomi ou un mikatsuki-geri.
Le uraken-uchi, ici niveau jōdan, est une technique que l'on retrouve dans le kata suivant, Heian Yondan, mais au niveau chūdan.

### Difficultés
Notamment parce qu'il propose des techniques de dégagement sur saisie, Heian Sandan peut nécessiter davantage de travail avec un partenaire pour bien comprendre le sens des mouvements. 
Le déplacement yori-ashi peut également nécessiter un travail particulier : en l'occurrence il est effectué vers la droite, en kiba-dachi, et il faut donc d'abord déplacer le pied droit latéralement, avant de déplacer également le pied gauche pour se retrouver à nouveau en kiba-dachi, mais à 30 ou 40cm de décalage.

## Déroulé
Le kata se déroule comme suit :
Introduction
- Salut (rei) en musubi-dachi
- Yōi en hachiji-dachi
- Annonce du nom du kata : Heian Sandan

Séquence latérale
1. Vers la gauche : uchi-uke bras gauche en kōkutsu-dachi jambe gauche devant
2. Avancer le pied droit jusqu'au gauche : kōsa-uke (poing droit en haut) en heisoku-dachi
3. Sur place : kōsa-uke (poing gauche en haut) en heisoku-dachi
4. Vers la droite : uchi-uke bras droit en kōkutsu-dachi jambe droite devant
5. Avancer le pied gauche jusqu'au droit : kōsa-uke (poing gauche en haut) en heisoku-dachi
6. Sur place : kōsa-uke (poing droit en haut) en heisoku-dachi

Séquence sur l'axe vertical (aller)
1. Vers l'avant : chūdan morote-uke gauche en kōkutsu-dachi jambe gauche
2. Un pas vers l'avant : osae-uke puis poser shihon-nukite en zenkutsu-dachi jambe droite
3. Rotation anti-horaire en avançant : chūdan tettsui-uchi en kiba-dachi jambe gauche devant
4. Un pas vers l'avant : oi-zuki en zenkutsu-dachi jambe droite avec kiai

Séquence sur l'axe vertical (retour)
1. Rotation à 180° anti-horaire en ramenant le pied gauche près du droit : ryōken koshi-gamae en heisoku-dachi
2. Un pas vers l'avant : fumikomi (ou mikatsuki-geri) posé kiba-dachi avec empi-uchi suivi de jōdan uraken-uchi (techniques jambe droite et bras droit)
3. Un pas vers l'avant : fumikomi (ou mikatsuki-geri) posé kiba-dachi avec empi-uchi suivi de jōdan uraken-uchi (techniques jambe gauche et bras gauche)
4. Un pas vers l'avant : fumikomi (ou mikatsuki-geri) posé kiba-dachi avec empi-uchi suivi de jōdan uraken-uchi (techniques jambe droite et bras droit)
5. Sur place : tate shutō-gamae main droite, poing gauche tiré à la hanche
6. Un pas vers l'avant : oi-zuki en zenkutsu-dachi jambe gauche

Séquence finale
1. Ramener le pied droit puis pivoter à 180° anti-horaire : tate-zuki droit et ushiro empi-uchi gauche en kiba-dachi
2. Yori-ashi vers la droite : tate-zuki droit et ushiro empi-uchi gauche en kiba-dachi avec kiai

Conclusion
- Retour en yōi en hachiji-dachi
- Salut (rei) en musubi-dachi
- Yame

## Bunkai(applications)
Certains maîtres proposent des bunkai (interprétations, applications) de Heian Sandan.

### Bunkaide Hirokazu Kanazawa
Le maître Hirokazu Kanazawa suggère diverses applications des techniques de Heian Nidan dans son livre Shotokan Kata.
Par exemple, pour appliquer l'enchaînement des mouvements 11 et 12, à savoir le coup de pied mikatsuki-geri posé kiba-dachi avec empi-uchi, il propose la situation suivante :
- Sur une attaque en oi-zuki chūdan, frapper le bras de l'adversaire d'un coup de pied en croissant de lune (mikatsuki-geri) et poser en attaquant d'un coup de coude au visage (empi-uchi).

Pour le dernier mouvement du kata, à savoir la combinaison de tate-zuki et ushiro empi-uchi en kiba-dachi, il propose le bunkai suivant :
- Sur une saisie dans le dos (l'adversaire enserre les bras et le buste), se dégager en se baissant (kiba-dachi) tout en levant les coudes latéralement, puis contrer d'un coup de coude dans le ventre (empi-uchi) tout en attaquant d'un coup de poing au visage envoyé par-dessus l'épaule (tate-zuki).

## Grades
En France, la connaissance de Heian Sandan est généralement requise pour le passage de la ceinture orange à la ceinture verte. Heian Sandan fait également partie des six kata à connaître pour le passage de la ceinture noire premier dan.